# 雷金根

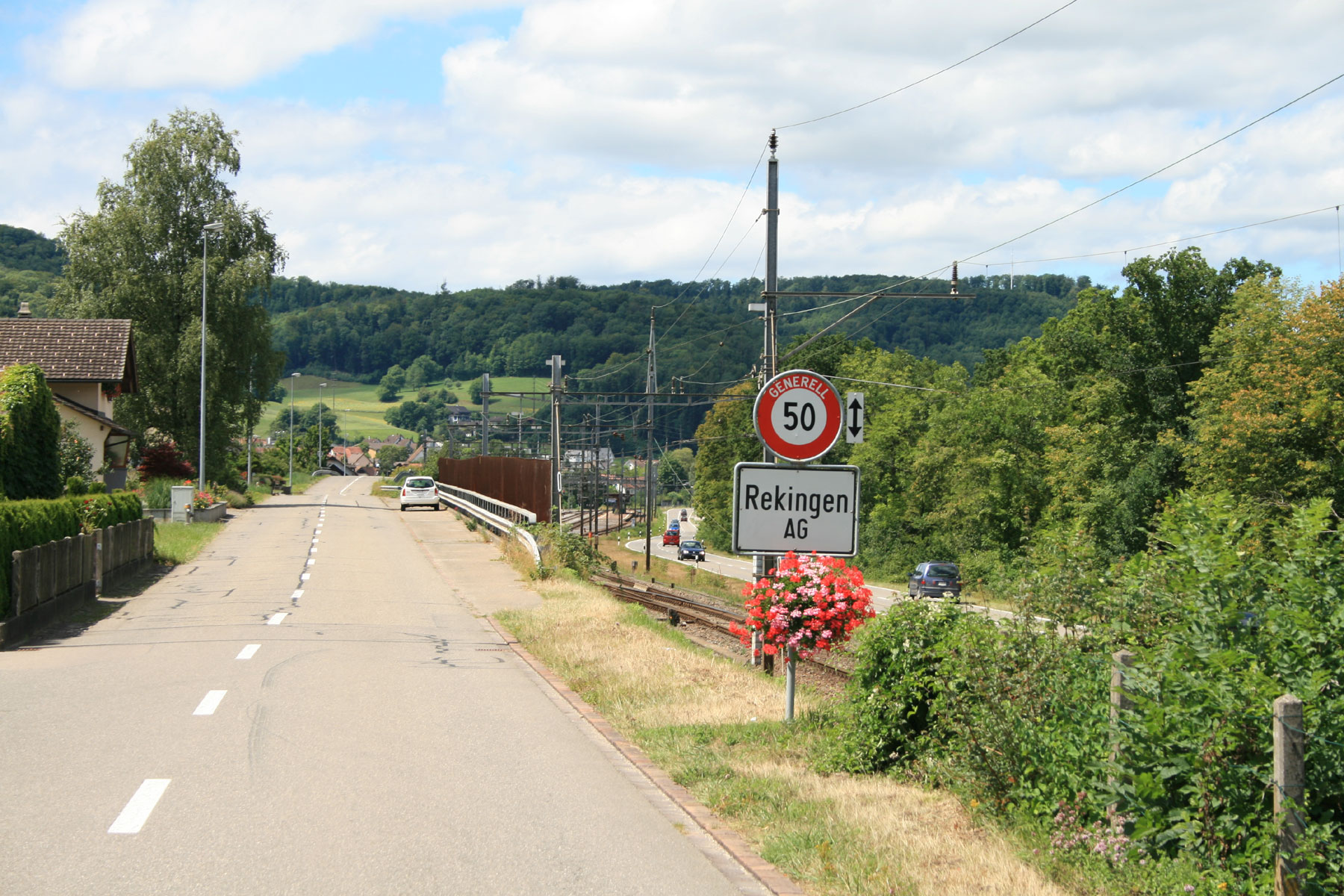

雷金根是瑞士的城鎮，位於該國北部，由阿爾高州負責管轄，面積3.1平方公里，海拔高度338米，2012年人口985，四成人口信奉基督教，人口密度每平方公里318人。